# Saqr II bin Khalid al-Qasimi
Saqr II bin Khalid al-Qasimi (... – 1914), è stato emiro di Sharja dal 1883 al 1914 e di Ras al-Khaima dal 1900 al 1914.

## Regno

### Ascesa al trono
Saqr bin Khalid approfittò di prendere il potere su Sharja quando il suo impopolare zio, Salim bin Sultan, si recò a Ras al-Khaima. Fu rapidamente supportato dai sovrani di Ras al-Khaima, Umm al-Qaywayn, Ajman e Dubai. Dopo aver consolidato la sua posizione, concesse una pensione annuale all'ex sovrano, il mantenimento delle sue proprietà personali a Sharja e il primato sull'isola di Abu Musa. Tuttavia ci furono problemi sia con la condotta di Salim che con il pagamento della pensione da parte di Saqr, culminati in una riunione svoltasi nel 1884 ad Ajman sotto la presidenza del residente britannico. In quella sede fu raggiunto un accordo per ripristinare la pensione.

### Secessione
Più tardi, nello stesso anno, Saqr tentò di costringere Al Hamriyah, una dipendenza secessionista di Sharja a tornare all'emirato, invitando il capo Saif bin Abd al-Rahman a fargli visita a Sharja e contemporaneamente mandando il fratello di Saif, Mohammed, a conquistare Al Hamriyah. Il giorno dopo, Saif tornò ed espulse suo fratello.
Un altro tentativo di secessione ebbe luogo, questa volta a Ras al-Khaimah, e nel dicembre del 1855 Saqr aiutò suo cugino Humaid bin Abd Allah, a riprendere il villaggio di Sha'am, a nord della capitale. Questo fu poi costretto a pagare una multa di 1 600 talleri di Maria Teresa.
Salim bin Sultan continuò inoltre a complottare contro Saqr, effettuando uno sbarco senza successo ad Ajman nel 1886 e ancora tentando di ottenere il sostegno da Dubai per usurpare Saqr nel 1888. Anche il secondo tentativo rimase senza successo. L'anno seguente organizzò un attacco contro Sharja, ma non fu in grado di portarlo a termine e si riconciliò con Saqr, il quale lo nominò suo visir.

### Ripresa di Ras al-Khaima
Il 2 agosto 1900, lo sceicco di Ras al-Khaima Humaid bin Abd Allah rimase paralizzato a causa di un infarto e Saqr si mosse, senza opposizione, per dichiarare il suo dominio sull'emirato. In primo luogo mise sul trono un suo cugino e, dopo pochi mesi, suo figlio Khalid come wali, o governatore, di Ras al-Khaima.
Al Hamriyah continuò a lottare per la conferma della sua indipendenza da Ras al-Khaima e in occasione della visita di Lord Curzon del 1903, cercò di ottenere il riconoscimento dagli inglesi del suo status. Questo tentativo fallì e fu seguito da un omicida per la successione come capo della città dopo la morte di Saif bin Abd al-Rahman.
Saqr non fu un sovrano popolare e nel 1904 riuscì a sopravvivere a un altro tentativo di spodestarlo da parte di suo zio, Salim. Tuttavia, governò Sharja per altri dieci anni, fino alla sua morte nel 1914.
Salim bin Sultan divenne wali di Ras al-Khaima nel 1910 e sebbene Saqr rimase nominalmente il sovrano dell'emirato, Salim consolidò la sua presa sul potere e fu in tutto e per tutto un sovrano indipendente.